# Cowes Week

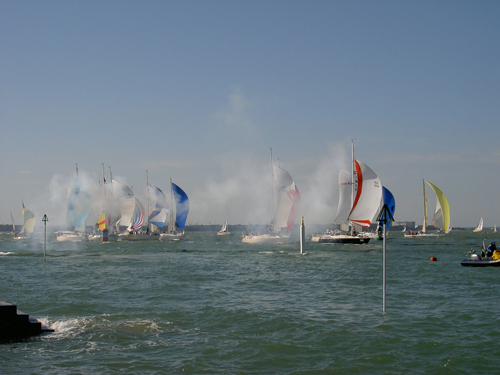
Eine Wettfahrt der Cowes Week (2003)

Die Cowes Week ist eine Segelregatta, deren Wettfahrten seit 1826 jährlich im August auf dem Solent und rund um die Isle of Wight im Süden Englands ausgetragen werden. Gegenwärtig nehmen rund 1.000 Yachten mit rund 8.500 Aktiven teil.

## Geschichte
Die Cowes Week wurde initiiert vom Royal Yacht Club und fand erstmals am 10. August 1826 mit sieben Yachten statt. Hintergrund war das Interesse des Prinzregenten und späteren Königs George IV. und anderer Gentlemen am Yachtsport. Die erste Wettfahrt war mit einem „Pokal im Wert von £100“ ausgelobt, weitere Wettfahrten hatten einfache Geldpreise.
Bis zum Ersten Weltkrieg waren es überwiegend große Kutter, die von angestellten Skippern und Crews für Gentlemen gesegelt wurden. Mehrfach nahm auch die deutsche Yacht Germania des Eigners Gustav Krupp von Bohlen und Halbach sehr erfolgreich an der Cowes Week teil und stellte Rekorde auf, bis sie 1914, überrascht durch den Kriegsausbruch, in Southampton vom Zoll als Prise beschlagnahmt und bei einer Versteigerung in die USA verkauft wurde.
Zwischen den Weltkriegen wurden Handicap Klassen eingeführt, die Wettfahrten zwischen ungleichen Bootsklassen erlaubten.
Nach dem Zweiten Weltkrieg wurde der Segelsport auch für andere Bevölkerungsschichten populär. Der 1957 eingeführt Admiral’s Cup mit dem Fastnet Race, der ebenfalls von Cowes aus organisiert wurde, trug dazu bei.
1996 konnte Keith Beken spektakuläre Bilder der Bashford Howison 41-Fuß-Yacht Silk II aufnehmen, die bei 28 Knoten Wind und Böen von 40 Knoten mit einer Fahrt von rund 19 Knoten mit dem Bug untertauchte und das Heck dadurch 90° in die Luft gehoben wurde.
Heute nehmen viele Eigner mit 30- bis 40-Fuß-Yachten an der Cowes Week teil, die zeitweise nach einem Sponsor Skandia Cowes Week hieß und von der Cowes Week Ltd. ausgerichtet wird.
Seit mehr als 150 Jahren findet zum Ende der Veranstaltung ein Feuerwerk statt.

## Preise
- Der Queen’s Cup wurde dem Royal Southampton Yacht Club (RSYC) von Königin Victoria in 1897 gestiftet. Elf Boote nahmen an der ersten Wettfahrt am 9. August 1897 teil, das vom größten Boot im Rennen, der Latana, einer 165-Tonnen Yawl von W. M. Johnston, gewonnen wurde. Kurz nach der Jahrhundertwende ging die Trophäe auf geheimnisvolle Weise verloren und wurde erst 1937 in einem Gebrauchtwarenladen in Cardiff wiedergefunden und für £35 zurück erworben. Heute wird der Queen’s Cup vom RSYC an Gewinner der IRC Klasse 0 am ersten Sonnabend der Regatta verliehen.
- Der von Kaiser Wilhelm II. gestiftete Kaiser-Pokal, den die Germania vor dem Ersten Weltkrieg gewann.
- 1950 schlug Sir Peter Scott König George VI. die Stiftung eines neuen Preises für größere Yachten vor, weil es schien, dass sich der America’s Cup nicht wieder aufleben lassen ließe. König George VI. ging darauf ein und stiftete der Royal Yachting Association den The Britannia Cup. Erstmals wurde der Britannia Cup 1951 durch die Yacht Taisser IV und Group Captain R. J. S. Barton gewonnen. Heute wird der Britannia Cup an den Wettfahrtengewinner der IRC Klasse 0 am ersten Mittwoch der Regatta verliehen. In diesem Rennen gewonnene Punkte zählen für den Admiral's Cup.
- 1951 stiftete der New York Yacht Club der Royal Yacht Squadron zum 100. Jubiläum des Sieges, der zum America’s Cup führte, den New York Yacht Club Challenge Cup. Die Yacht Latifa von Michael Mason gewann 1951 den Preis erstmals. In diesem Rennen der Klasse 1 der Cowes Week gewonnene Punkte zählen für den Admiral's Cup.
- Seit 1995 wird am Sonntag nach der Cowes Week die Skandia Young Skipper's Trophy an Skipper unter 25 Jahren verliehen, die im Schnitt aller Wettfahrten das beste Ergebnis erzielt haben. Sie berücksichtigt keine unterschiedlichen Klassen und ist ein Nachwuchsförderpreis.